# Alexandro Bernabei
Pour les articles homonymes, voir Bernabei.
Alexandro Bernabei, né le 24 septembre 2000 à Cañada de Gómez en Argentine, est un footballeur argentin qui évolue au poste d'arrière gauche au SC Internacional.

## Biographie

### CA Lanús
Né à Cañada de Gómez en Argentine, Alexandro Bernabei est issu d'une famille très pauvre avant de rejoindre à l'âge de 13 ans le CA Lanús où il est formé. C'est avec ce club qu'il commence sa carrière professionnelle, jouant son premier match face au CA Talleres le 20 octobre 2019. Il est titulaire et se fait remarquer en inscrivant également son premier but en professionnel au bout de six minutes de jeu. Son équipe l'emporte finalement par quatre buts à deux ce jour-là,,.
Le 27 février 2020, Bernabei joue son premier match de Copa Sudamericana face aux équatoriens de l'Universidad Católica. Il entre en jeu et son équipe s'incline par deux buts à zéro ce jour-là.

### Celtic Glasgow
Le 30 juin 2022, Alexandro Bernabei rejoint l'Europe pour s'engager en faveur du club écossais du Celtic Glasgow. Il signe un contrat de cinq ans.
Bernabei joue son premier match pour le Celtic le 28 août 2022, à l'occasion d'un match de Scottish Premiership, la première division écossaise, face au Dundee United FC. Il entre en jeu et son équipe s'impose par neuf buts à zéro.

### En sélection
En mai 2018, Alexandro Bernabei est appelé avec l'équipe d'Argentine des moins de 19 ans.

## Palmarès
Celtic FC
- Championnat d'Écosse de football (1)
  - Champion en 2023
- Coupe de la Ligue écossaise de football (1)
  - Vainqueur en 2023